# راسيل جيبسون
راسيل جيبسون (بالإنجليزية: Russ Gibson) هو لاعب كرة قاعدة أمريكي، ولد في 6 مايو 1939 في فول ريفر في الولايات المتحدة، وتوفي في 27 يوليو 2008 في Swansea, Massachusetts ‏ في الولايات المتحدة.

## وصلات خارجية
- راسيل جيبسون على موقع دوري كرة القاعدة الرئيسي (الإنجليزية)
- راسيل جيبسون على موقعبيزبول رفرنس.كوم (الدوري الرئيسي) (الإنجليزية)
- راسيل جيبسون على موقعبيزبول رفرنس.كوم (الدوري الثانوي) (الإنجليزية)
- راسيل جيبسون على موقع جمعية أبحاث البيسبول الأمريكية (الإنجليزية)